# Wim de Graaff

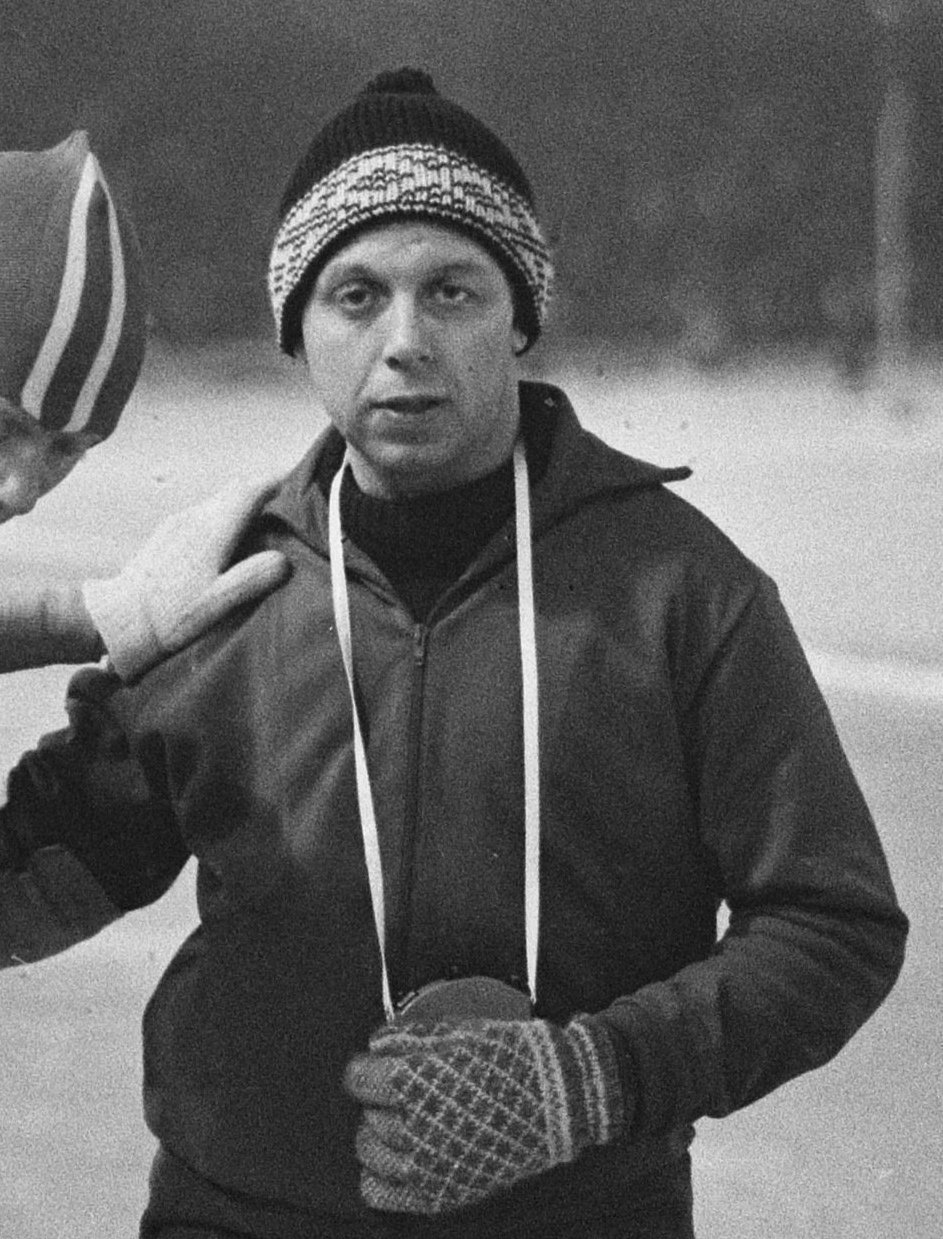
Wim de Graaff in 1967 als coach van de heren kernploeg

Willem (Wim) de Graaff (Rotterdam, 25 augustus 1931 – aldaar, 12 januari 2021) was een Nederlands langebaanschaatser en later trainer van de herenkernploeg. 

## Loopbaan
De Graaff is onder meer Nederlands allround kampioen van 1956 en hij vertegenwoordigde Nederland op de Olympische Winterspelen van 1956 en 1960.
De Graaff heeft onder andere Ard Schenk en Kees Verkerk getraind. Een andere schaatser en trainer, Piet Zwanenburg, was zijn oom. 
Ook is hij bekend geworden door zijn sportwinkels.
De Graaff heeft ook lange tijd schaatslessen (ook voor de beginners) gegeven op De Uithof
Hij overleed in januari 2021 op 89-jarige leeftijd.

## Resultaten

### Persoonlijke records
| Afstand      | Tijd    | Datum            | Baan         |
| ------------ | ------- | ---------------- | ------------ |
| 500 meter    | 42,8    | 28 februari 1959 | Squaw Valley |
| 1000 meter   | 1.32,8  | 2 februari 1954  | Davos        |
| 1500 meter   | 2.13,1  | 26 januari 1956  | Misurina     |
| 3000 meter   | 4.48,3  | 25 januari 1976  | Den Haag     |
| 5000 meter   | 8.00,2  | 26 januari 1956  | Misurina     |
| 10.000 meter | 16.45,4 | 21 januari 1956  | Davos        |

### Kampioenschappen
| Jaar | NK Allround | EK Allround | WK Allround | Olympische Spelen                       |
| ---- | ----------- | ----------- | ----------- | --------------------------------------- |
| 1951 | 6e          |             |             |                                         |
| 1954 |             | 18e         |             |                                         |
| 1955 | Brons       | 18e         | 29e         |                                         |
| 1956 | Goud        | 22e         | 23e         | 43e 500m 11e 1500m 4e 5000m 18e 10.000m |
| 1957 |             | 14e         |             |                                         |
| 1958 |             | 12e         | 21e         |                                         |
| 1959 |             | 10e         | 23e         |                                         |
| 1960 |             | NS          | 25e         | 28e 500m 14e 1500m                      |
| 1961 |             | 26e         | 32e         |                                         |
| 1962 | 5e          |             |             |                                         |

NS = niet gestart 

### Nederlands record
| Nr. | Afstand   | Tijd | Datum            | Baan  |
| --- | --------- | ---- | ---------------- | ----- |
| 1   | 500 meter | 45,8 | 29 december 1961 | Assen |

NB.: Tot 1969 erkende de KNSB alleen Nederlandse records die in Nederland waren gereden.